# Jakub Morawiec (zm. 1514)
Jakub Morawiec z Popkowic i Kolczyna herbu Topór (zm. w 1514 roku) – starosta lubelski w latach 1507–1514, chorąży lubelski w latach 1501–1510.
Poseł na sejm piotrkowski 1504 roku i sejm koronacyjny 1507 roku z województwa lubelskiego, poseł na sejm radomski 1505 roku z województwa bełskiego.